# Dominus (band)
Dominus var et dødsmetal-band fra Ringsted, som blev stiftet i 1991 og splittet i 2000-2001. De udgav to demoer og fire album, hver forskellige i stil. Bandet blev splittet efter deres seneste album (2000/2001), nogle af medlemmerne fortsatte med at danne bandet Volbeat, opkaldt efter det Dominus-album, der hed Vol.Beat (1997).

## Medlemmer
- Michael Poulsen – Vokal, Guitar
- Jens Peter Storm – Guitar
- Franz Hellboss – Bas
- Brian Andersen – Trommer

### Tidligere medlemmer
- Mads Hansen – Guitar
- Keld Buchhard – Guitar
- Jesper Olsen – Bas
- Martin Greisdahl - Vokal
- Anders Nielsen – Bas
- Jess Larsen – Trommer
- Lars Hald – Trommer
- Daniel Preisler Larsen - Trommer

## Diskografi
- Ambrosius Locus (Demo 1992)
- Sidereal Path of Colours (Single 1993)
- Astaroth (Demo 1993)
- View to the Dim (CD, Pavement Records, 1994)
- The First Nine (1996)
- Vol.Beat (1997)
- Godfallos (CD, Progress Denmark, 2000)